# 高崎問屋町駅

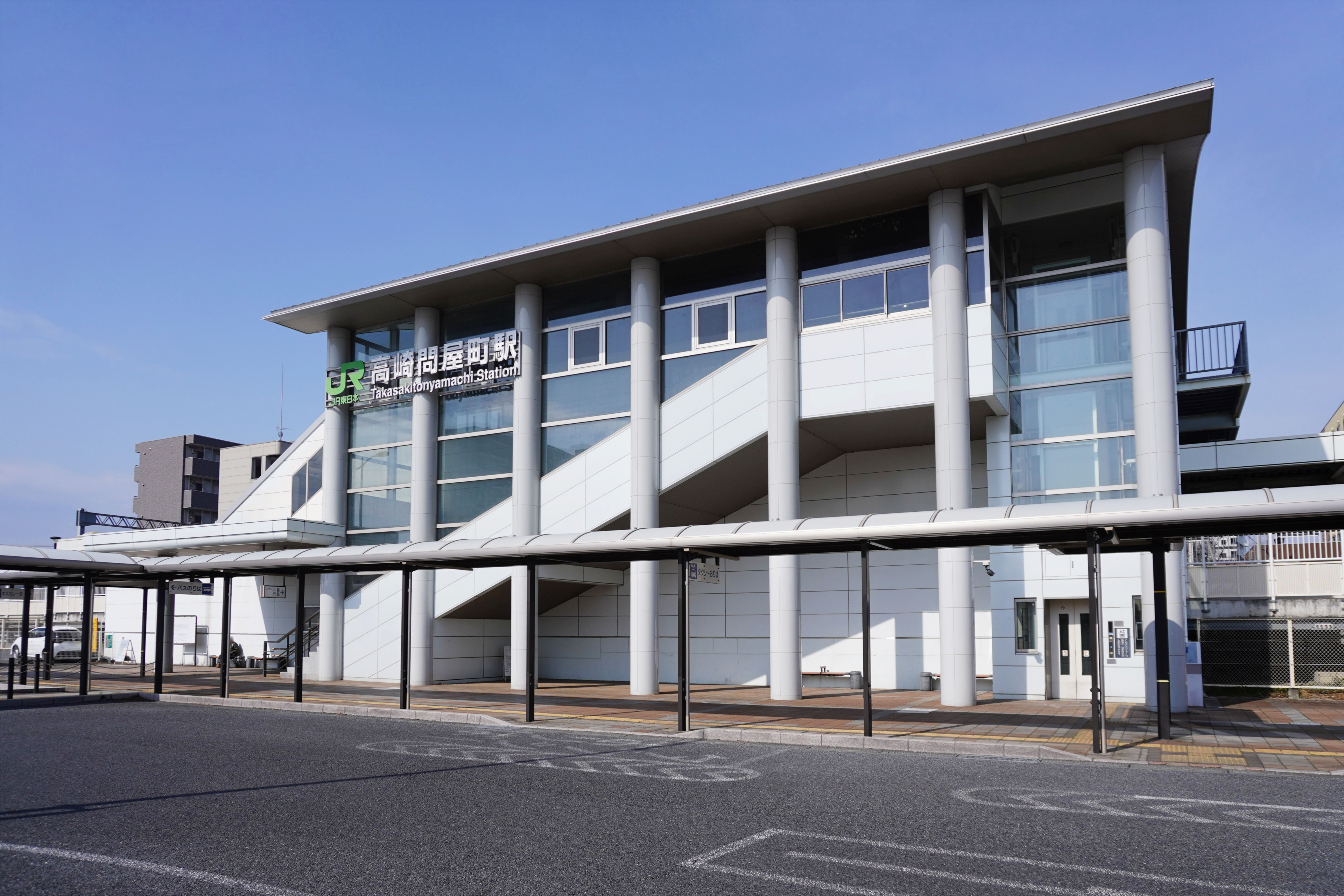
貝沢口（2024年3月）

高崎問屋町駅（たかさきとんやまちえき）は、群馬県高崎市貝沢町にある、東日本旅客鉄道（JR東日本）上越線の駅である。
上越線に乗り入れる吾妻線と両毛線の列車も停車する。

## 歴史
- 1992年（平成4年）5月：県央地域鉄道網活性化検討委員会設置[1]。
- 1993年（平成5年）：県央地域鉄道網活性化検討委員会が高崎・前橋・伊勢崎3市の新駅構想を提案する[2]。
- 1998年（平成10年）：高崎市が上信越高崎・井野駅間新駅設置基本計画を策定[2]。駅の位置を決定[2]。
- 2001年（平成13年）11月：群馬県・高崎市・JRの三者協定を締結[1]。
- 2003年（平成15年）5月16日：安全祈願祭が開かれ、本格着工[3]。
- 2004年（平成16年）10月16日：開業[4]。駅整備として、群馬県と高崎市が15億7千万円を負担した[2]。
- 2012年（平成24年）9月27日：多機能券売機を導入。

## 駅構造
相対式ホーム2面2線を有する地上駅で、橋上駅舎を持つ。有効長は、上野方面発着の10両編成の列車も一部時間帯に当駅に停車するため、10両編成分を確保している。
高崎駅管理の業務委託駅（JR東日本ステーションサービス受託）であるが、早朝の一部時間帯は駅員が不在となり、無人駅となる。みどりの窓口と自動改札機が設置されている。深夜帯は窓口閉鎖されるが駅員はおり、自動改札機を通過出来ない切符を持った利用者の改札などを行っている。
自転車利用者が駅内を押して問屋口と貝沢口との間を通り抜けできるように、問屋口と貝沢口のそれぞれのエレベーターは駅周辺を利用するための自転車も乗せられるようになっており、大きさも少し大きくなっている。

### のりば
| 番線 | 路線             | 方向 | 行先                         |
| ---- | ---------------- | ---- | ---------------------------- |
| 1    | ■ 上越線         | 下り | 渋川・水上・中之条方面       |
| 1    | ■ 吾妻線         | 下り | 渋川・水上・中之条方面       |
| 1    | ■ 両毛線         | 下り | 前橋・伊勢崎・桐生・小山方面 |
| 2    | ■ 上越線         | 上り | 高崎・東京・新宿・横浜方面   |
| 2    | ■ 湘南新宿ライン | 上り | 高崎・東京・新宿・横浜方面   |
| 2    | ■ 上野東京ライン | 上り | 高崎・東京・新宿・横浜方面   |

（出典：JR東日本:駅構内図）
- 実際の案内標ではラインカラーの区別や路線別に分けた表記はせず、コーポレートカラーの緑（■）を用いて方向別に一括して表記している。

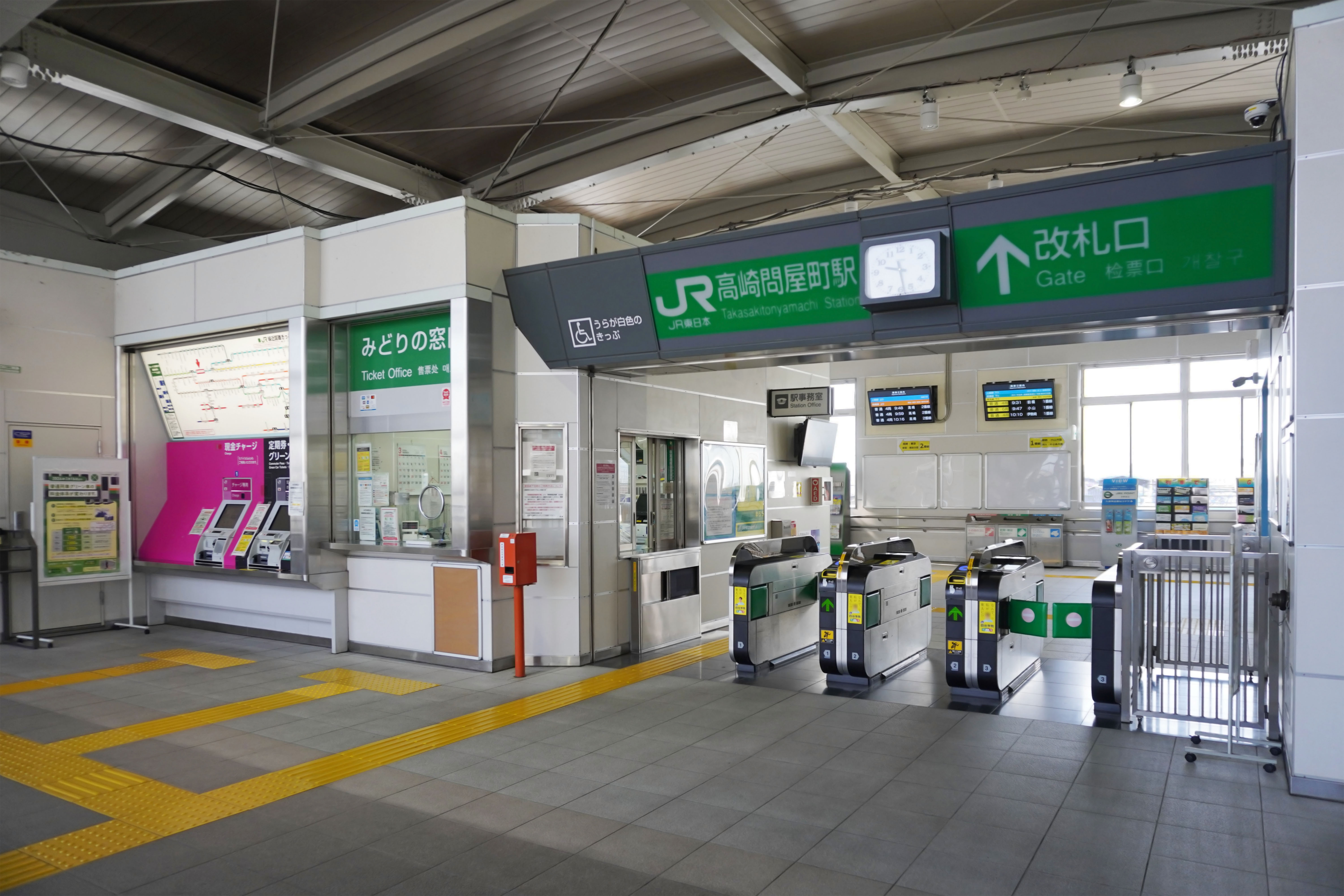
改札口（2024年3月）
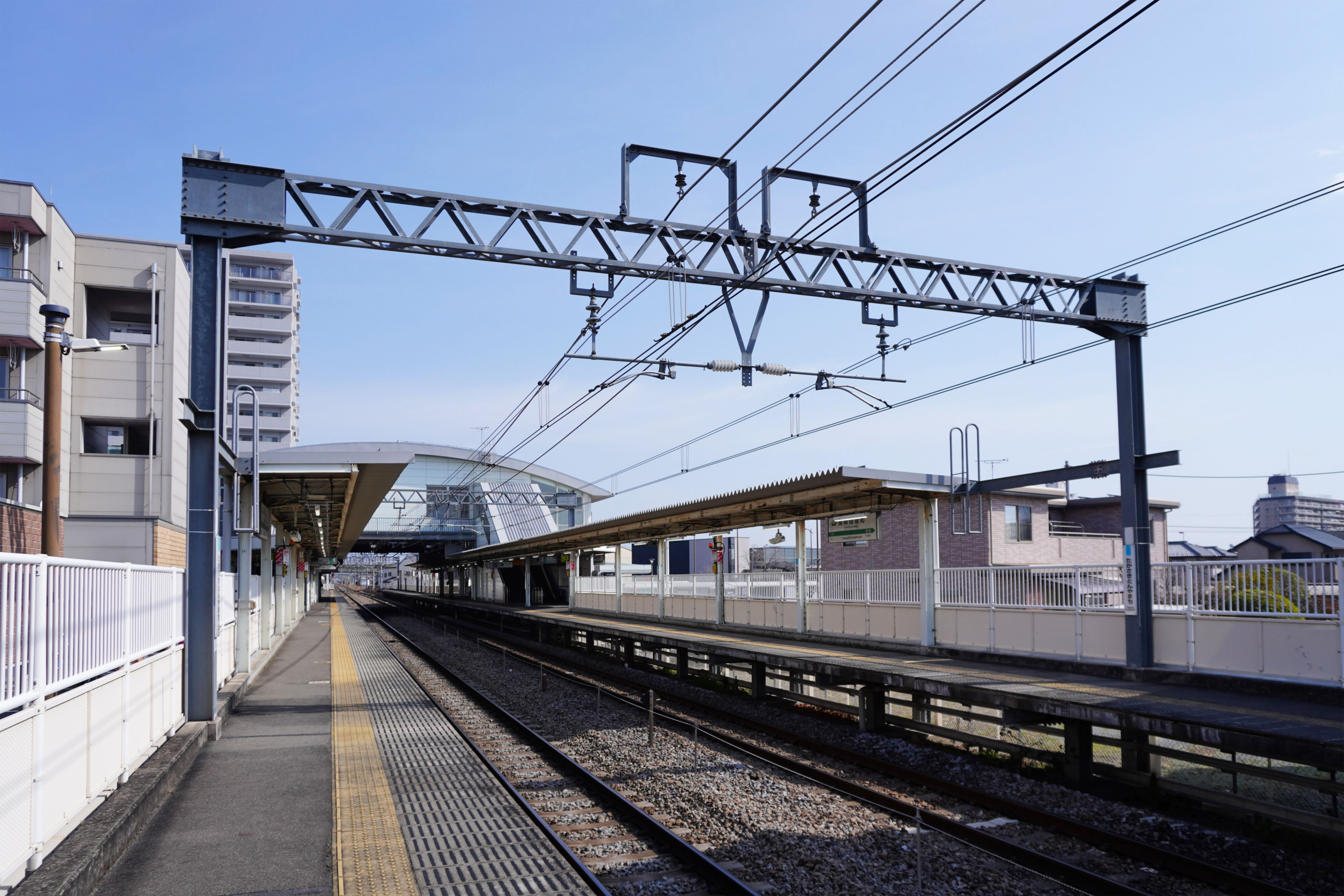
ホーム（2024年3月）

## 利用状況
JR東日本によると、2023年度（令和5年度）の1日平均乗車人員は3,859人である。なお、開業前の需要予測では、1日の利用者数を3,900人と見積もっていた。
高崎経済大学准教授の小熊仁が2019年に行ったアンケート調査によると、駅利用者の42.4%が会社員・公務員、36.7%が高校生を含む学生であり、通勤・通学目的の利用者が76.7%であった。利用者の74.7%が問屋町外に居住し、51.4%は自家用自動車を保有していなかった（所謂交通弱者）。
なお、開業後の推移は以下のとおり。
| 乗車人員推移       | 乗車人員推移     | 乗車人員推移    |
| 年度               | 1日平均 乗車人員 | 出典            |
| ------------------ | ---------------- | --------------- |
| 2004年（平成16年） | 746              | [ 利用客数 2 ]  |
| 2005年（平成17年） | 1,184            | [ 利用客数 3 ]  |
| 2006年（平成18年） | 1,549            | [ 利用客数 4 ]  |
| 2007年（平成19年） | 1,787            | [ 利用客数 5 ]  |
| 2008年（平成20年） | 2,150            | [ 利用客数 6 ]  |
| 2009年（平成21年） | 2,316            | [ 利用客数 7 ]  |
| 2010年（平成22年） | 2,537            | [ 利用客数 8 ]  |
| 2011年（平成23年） | 2,658            | [ 利用客数 9 ]  |
| 2012年（平成24年） | 2,818            | [ 利用客数 10 ] |
| 2013年（平成25年） | 3,061            | [ 利用客数 11 ] |
| 2014年（平成26年） | 3,205            | [ 利用客数 12 ] |
| 2015年（平成27年） | 3,370            | [ 利用客数 13 ] |
| 2016年（平成28年） | 3,514            | [ 利用客数 14 ] |
| 2017年（平成29年） | 3,710            | [ 利用客数 15 ] |
| 2018年（平成30年） | 3,831            | [ 利用客数 16 ] |
| 2019年（令和元年） | 3,950            | [ 利用客数 17 ] |
| 2020年（令和02年） | 2,973            | [ 利用客数 18 ] |
| 2021年（令和03年） | 3,290            | [ 利用客数 19 ] |
| 2022年（令和04年） | 3,650            | [ 利用客数 20 ] |
| 2023年（令和05年） | 3,859            | [ 利用客数 1 ]  |

## 駅の整備効果
高崎経済大学准教授の小熊仁は、駅利用者と問屋町住民に対して仮想評価法（CVM）に基づくアンケート調査を実施し、その結果を基に、駅の整備による年間の総便益を250,232,529円、そのうち存在効果（駅が存在することで得られる安心感・満足感）を133,842,462円と推計した。

## 駅周辺
当駅の西方には1967年（昭和42年）に開業した日本初の卸売業者団地「高崎問屋街」が広がる（繊維32社、食品31社、その他60社）。問屋街以外では住宅も多い。2004年（平成16年）、当駅が開業したことにより、周辺でマンション建設などの再開発が徐々に進んでいる。

### 問屋口（西口）

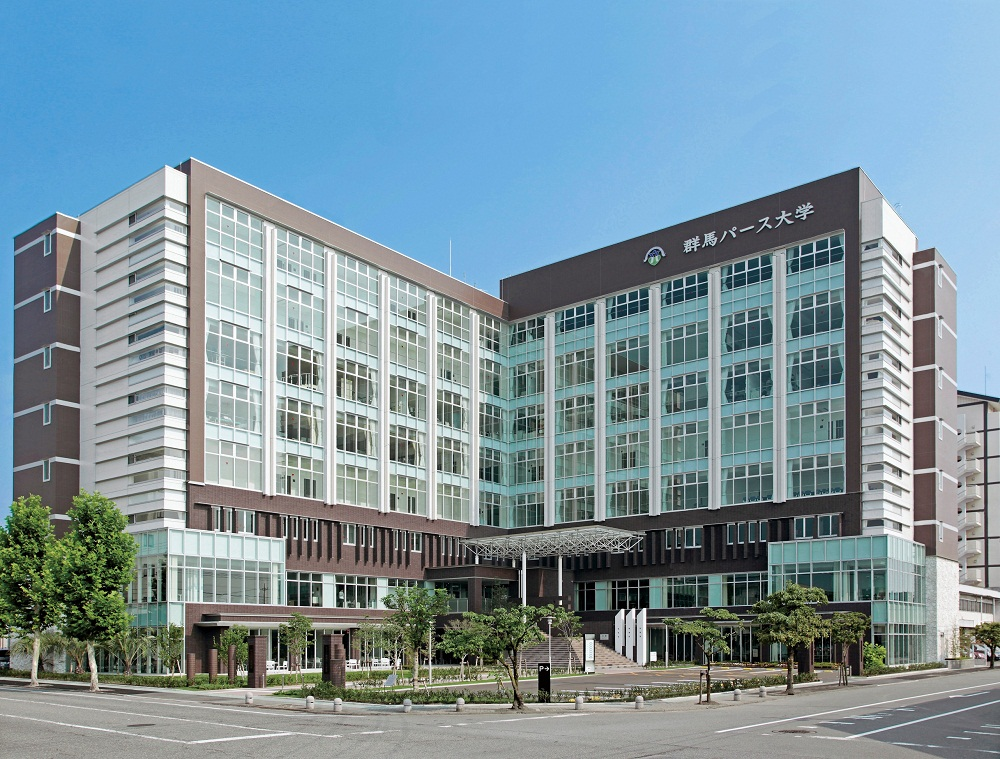
群馬パース大学
高崎新キャンパス

問屋街方面の出口。高崎市内循環バスぐるりん大八木線高崎問屋町駅停留所が駅階段に隣接して存在する。問屋町中央停留所を経由する群馬バス高崎駅〜イオン高崎線では、当駅最寄停留所との車内放送を流している。
- 中央労働金庫高崎支店
- 問屋町野球場
- ビエント高崎
- 高崎商工会議所
- 問屋町公園
- しいのみ公園
- 高崎北消防署
- 交通会館
- サンライフ高崎
- 高崎問屋町郵便局
- 高崎市医師会看護専門学校
- 群馬パース大学

### 貝沢口（東口）
- 群馬県信用組合高崎貝沢支店
- ウエルシア高崎貝沢店
- 高崎貝沢郵便局
- 群馬県立高崎女子高等学校
- 群馬県立高崎工業高等学校
- 群馬県立高崎商業高等学校

## バス路線
問屋口（西口）
- 高崎市内循環バスぐるりん
  - 5・6（大八木線）：高崎駅西口
- 群馬バス
  - 高崎経大付属高校直行スクールバス：高崎経大付属高校前

貝沢口（東口）
- 高崎市内循環バスぐるりん
  - 7・8（京ヶ島線）：高崎駅東口

## 隣の駅
東日本旅客鉄道（JR東日本）
■上越線・■吾妻線（吾妻線は高崎駅 - 渋川駅間上越線）
高崎駅 - 高崎問屋町駅 - 井野駅
■両毛線（新前橋駅 - 高崎駅間上越線）
井野駅 - 高崎問屋町駅 - 高崎駅

### 記事本文
1. 1 2 3  “県央地域の公共交通の現状と課題”.   一般社団法人理想の都市建設研究会 (2001年). 2022年1月19日閲覧。
2. 1 2 3 4  小熊 2021, p. 118.
3. ↑  「RAILWAY TOPICS（「JR」◆上越線問屋町駅着工 開業は2004年中）」『鉄道ジャーナル』第37巻第8号、鉄道ジャーナル社、2003年8月1日、93頁。
4. 1 2 3 4  “新駅「高崎問屋町」が開業”. 交通新聞 (交通新聞社):  p. 1. (2004年10月19日)
5. 1 2  小熊 2021, p. 120.
6. ↑  小熊 2021, p. 117-118, 126.

### 利用状況
1. 1 2  “各駅の乗車人員（2023年度）”.   東日本旅客鉄道. 2024年7月21日閲覧。
2. ↑  “各駅の乗車人員（2004年度）”.   東日本旅客鉄道. 2019年4月10日閲覧。
3. ↑  “各駅の乗車人員（2005年度）”.   東日本旅客鉄道. 2019年4月10日閲覧。
4. ↑  “各駅の乗車人員（2006年度）”.   東日本旅客鉄道. 2019年4月10日閲覧。
5. ↑  “各駅の乗車人員（2007年度）”.   東日本旅客鉄道. 2019年4月10日閲覧。
6. ↑  “各駅の乗車人員（2008年度）”.   東日本旅客鉄道. 2019年4月10日閲覧。
7. ↑  “各駅の乗車人員（2009年度）”.   東日本旅客鉄道. 2019年4月10日閲覧。
8. ↑  “各駅の乗車人員（2010年度）”.   東日本旅客鉄道. 2019年4月10日閲覧。
9. ↑  “各駅の乗車人員（2011年度）”.   東日本旅客鉄道. 2019年4月10日閲覧。
10. ↑  “各駅の乗車人員（2012年度）”.   東日本旅客鉄道. 2019年4月10日閲覧。
11. ↑  “各駅の乗車人員（2013年度）”.   東日本旅客鉄道. 2019年4月10日閲覧。
12. ↑  “各駅の乗車人員（2014年度）”.   東日本旅客鉄道. 2019年4月10日閲覧。
13. ↑  “各駅の乗車人員（2015年度）”.   東日本旅客鉄道. 2019年4月10日閲覧。
14. ↑  “各駅の乗車人員（2016年度）”.   東日本旅客鉄道. 2019年4月10日閲覧。
15. ↑  “各駅の乗車人員（2017年度）”.   東日本旅客鉄道. 2019年4月10日閲覧。
16. ↑  “各駅の乗車人員（2018年度）”.   東日本旅客鉄道. 2019年7月7日閲覧。
17. ↑  “各駅の乗車人員（2019年度）”.   東日本旅客鉄道. 2020年7月12日閲覧。
18. ↑  “各駅の乗車人員（2020年度）”.   東日本旅客鉄道. 2021年7月24日閲覧。
19. ↑  “各駅の乗車人員（2021年度）”.   東日本旅客鉄道. 2022年8月7日閲覧。
20. ↑  “各駅の乗車人員（2022年度）”.   東日本旅客鉄道. 2023年7月9日閲覧。